# Москаленко Олексій Олексійович
Олексі́й Олексі́йович Москале́нко, відоміший як Олексій Левін або «Москал-молодший» (нар. 17 червня 1977 (47 років) , Берислав ) — український злочинець, херсонський кримінальний авторитет, один з основних підозюваних у скоєнні вбивства волонтерки та громадської діячки Катерини Гандзюк.

## Життєпис
Москаленко-Левін працював помічником депутата Херсонської обласної ради Миколи Ставицького, радником голови облради Владислава Мангера, був кримінальним авторитетом на Херсонщині. 2018 року, після нападу на Гандзюк, втік з України, через Румунію приїхавши до Болгарії, пішки перетнув кордон у населеному пункті Дуранкулак. Тоді його було оголошено в міжнародний розшук Інтерполом.
Олексій раніше був судимий за вбивство.
Сам Левін стверджує, що непричетний до вбивства Гандзюк, не заперечуючи зустрічей з іншими фігурантами справи — Ігорем Павловським і Сергієм Торбіним. Левін є ключовою фігурою, що пов'язує виконавців злочину, так звану «групу Торбіна» і ймовірних замовників — зокрема Мангера. За даними слідства, саме через Левіна-Москаленка передавали гроші родинам інших підозрюваних у справі, щоб забезпечити їхнє мовчання.
Розслідувачі програми «Схеми» виявили, що за тиждень до нападу на Гандзюк Москаленко отримав в оренду на 7 років за символічні гроші (500 грн) базу відпочинку «Oasis Beach» в Лазурному на березі моря від Андрія Мурашкіна, юриста й довіреної особи Мангера з часів виборів 2014 року.
Координатором замаху вважають Сергія Торбіна, його було засуджено до 6,5 років, нападник Микита Грабчук отримав 6 років в'язниці, причетні до нападу Володимир Васянович і В'ячеслав Вишневський – по 4 роки, Віктор Горбунов – 3 роки.

### 2020
25 січня 2020-го Олексія заарештували в Бургасі, Болгарія. Його взяли під варту терміном на 40 днів. На суді Левін просив відпустити його під домашній арешт, пояснюючи це проблемами зі здоров'ям. За даними болгарської поліції, Олексій змінив зовнішність, його вдалося затримати завдяки відбиткам пальців.
Врешті 16 березня Левіна передали з Болгарії до України, де його помістили до СІЗО, його мають доставити до суду для обрання запобіжного заходу протягом двох діб.
25 травня Левіну-Москаленку було продовжено арешт на два місяці, до липня, 15 липня суд продовжив термін утримання його під вартою до 24 серпня.
28 липня до суду було направлено обвинувачувальний акт щодо Владислава Мангера і Левіна.

### 2022
21 жовтня дніпровський районний суд Києва ще на два місяці залишив під вартою Владислава Мангера та Олексія Левіна, обвинувачуваних у справі про вбивство херсонської активістки Катерини Гандзюк. Про це повідомив кореспондент Суспільного.

### 2023
В результаті судової справи засуджено на 10 років позбавлення волі разом з спільником - замовником вбивства Владиславом Магнером. 